# Muzej moderne i suvremene umjetnosti
Muzej moderne i suvremene umjetnosti u Rijeci je specijalizirana muzejska ustanova (umjetnički muzej) s regionalnim djelokrugom. Muzej je tematski vezan uz suvremenu umjetnosti i moderni likovno-umjetnički izražaj. 

## Povijest
Ustanova je osnovana nakon II. svjetskog rata (1948.) kao Galerija likovnih umjetnosti. Godine 1962. dolazi do promjene naziva ustanove u Moderna galerija. Galerija 1999. godine dobiva novi naziv i postaje Moderna galerija Rijeka - Muzej moderne i suvremene umjetnosti. Današnji naziv ustanove datira iz 2003. godine. Muzej prezentira i promovira modernu formu umjetničkog stvaralaštva.

## Djelatnost
Djelatnost muzeja definirana je zakonskom legislativom vezanom uz muzeje. Muzej radi na sustavnom sabiranju, čuvanju, restauriranju i konzerviranju, prezentaciji te trajnoj zaštiti muzejske građe s područja nadležnosti muzeja. Temeljna zadaća muzejske ustanove je sustavno prikupljanje, proučavanje i prezentiranje kulturnih dobara iz područja likovnih umjetnosti iz razdoblja 19. i 20. stoljeća te suvremenog likovnog stvaralaštva. Građu je muzejska ustanova dužna stručno i znanstveno obraditi te sistematizirati u konkretne zbirke.

## Građa
Građa muzeja sadržajno je vezana uz područje moderne umjetnosti i suvremene umjetnosti. Muzejski fundus pokriva razdoblje od 19. stoljeća do danas i obuhvaća preko 8.000 eksponata. Muzejska građa razvrstana je u deset zbirki. 
Materijalne zbirke Muzeja moderne i suvremene umjetnosti u Rijeci su sljedeće: 
- Zbirka Ladislao de Gauss
- Zbirka slikarstva,
- Zbirka skulptura,
- Zbirka fotografije,
- Zbirka medijske umjetnosti, filma i videa,
- Zbirka crteža,
- Zbirka grafika,
- Zbirka plakata,
- Zbirka Božidar Rašica
- Zbirka Slavko Grčko te
- Zbirka Romolo Venucci.

MMSU Rijeka je po pitanju digitalizacije građe postigao dobre rezultate te predstavlja vrijedan, pokazan primjer primjene i upotrebe moderne tehnologije u prezentaciji kulturnih dobara javnosti.

## Usluge
Pružanje stručne pomoći iz područja djelatnosti muzeja, održavanje predavanja, vršenje stručnog vodstva, pružanje usluge informiranja vezano uz aktivnosti, organiziranje izložbi, objavljivanje stručnih publikacija.

## Vanjske poveznice
- Mrežne stranice Muzeja moderne i suvremene umjetnosti  Arhivirana inačica izvorne stranice od 25. srpnja 2011. (Wayback Machine)
- Muzeji Hrvatske na internetu  Arhivirana inačica izvorne stranice od 17. rujna 2008. (Wayback Machine)